# Rådhuspladsen
Rådhuspladsen (Deens voor "het stadhuisplein") is het centrale plein van de Deense hoofdstad Kopenhagen. Het plein wordt gebruikt voor grote evenementen zoals de oudejaarsavond- en Gay Pride-vieringen. Het plein is 29.300 m² groot en ligt aan de drukke zesbaans verkeersader H.C. Andersens Boulevard. 
Op Rådhuspladsen staat het stadhuis van Kopenhagen (1905). Andere markante gebouwen zijn het Palace Hotel (1910), dat nationaal monumentstatus heeft, en Richshuset (1936), een van de weinige art-deco-gebouwen in Denemarken. Aan het plein ligt ook het Kasteel van H.C. Andersen (1893) in het pretpark Tivoli en het hoofdkantoor van het dagblad Politiken.
Op een zuil staat het standbeeld Lurblæserne ("de bronselurblazers"). Volgens de overlevering blazen deze Vikingen op hun hoorn wanneer een maagd langsloopt. Er is ook een standbeeld van Hans Christian Andersen en het beeld Landsoldaten med den lille hornblæser ("de soldaat met het hoornblazertje"), een monument voor de Driejaarsoorlog. Op het plein staan tevens de Drakenfontein en een mijlpaal die de afstand tot verschillende andere Deense steden aangeeft.
Sinds 2010 vonden op de plek van een in 2010 afgebroken busstation bouwwerkzaamheden plaats voor station Rådhuspladsen van Cityringen van de metro van Kopenhagen. Het werd in 2019 geopend.
Vanaf het plein loopt Vesterbrogade in zuidwestelijke richting naar het centraal station Københavns Hovedbanegård en verder richting stadsdeel Vesterbro. Aan de noordoostkant van het plein loopt de Vester Voldgade. Dwars hierop ligt de Frederiksberggade, het begin van Strøget, de drukst bezochte winkelstraat van Kopenhagen.

## Geschiedenis

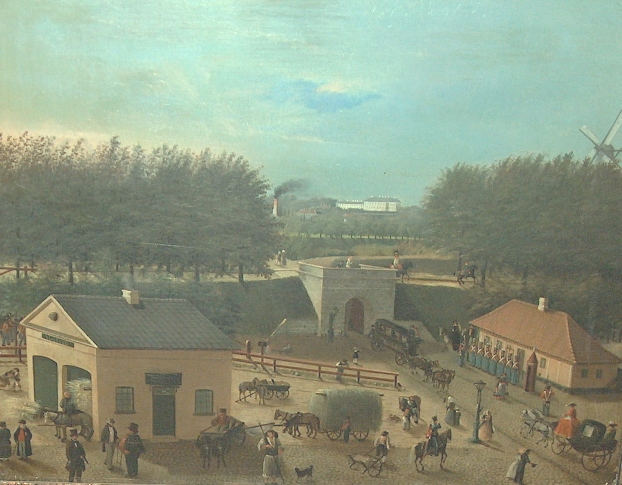
Halmtorvet met de stadspoort Vesterport, schilderij uit 1842

Het plein ligt op de plek van Halmtorvet ("hooimarkt"), dat net binnen de stadsmuren lag, aan de westkant van de stad, bij de stadspoort Vesterport. In de jaren 1850 werd het terrein geruimd, en in zowel 1872 als 1888 werd er een grote Scandinavische kunst- en industrietentoonstelling gehouden. Kort na de tweede tentoonstelling werd opdracht gegeven tot de bouw van het stadhuis van Kopenhagen, dat in 1905 gereedstond.
Het plein rond het nieuwe stadhuis had oorspronkelijk een schelpvormig ontwerp, geïnspireerd door de Piazza del Campo van Siena. Dit ontwerp was echter weinig populair en in 1942 werd een architectuurprijsvraag gehouden voor een nieuw ontwerp. In 1977 volgde een tweede prijsvraag, maar pas in 1995-1996 ging het plein op de schop, als deel van de voorbereidingen voor Kopenhagen als culturele hoofdstad van Europa in 1996.

## Wetenswaardigheden
- Rådhuspladsen is de duurste straat in de Deense versie van het bordspel Monopoly.

## Afbeeldingen

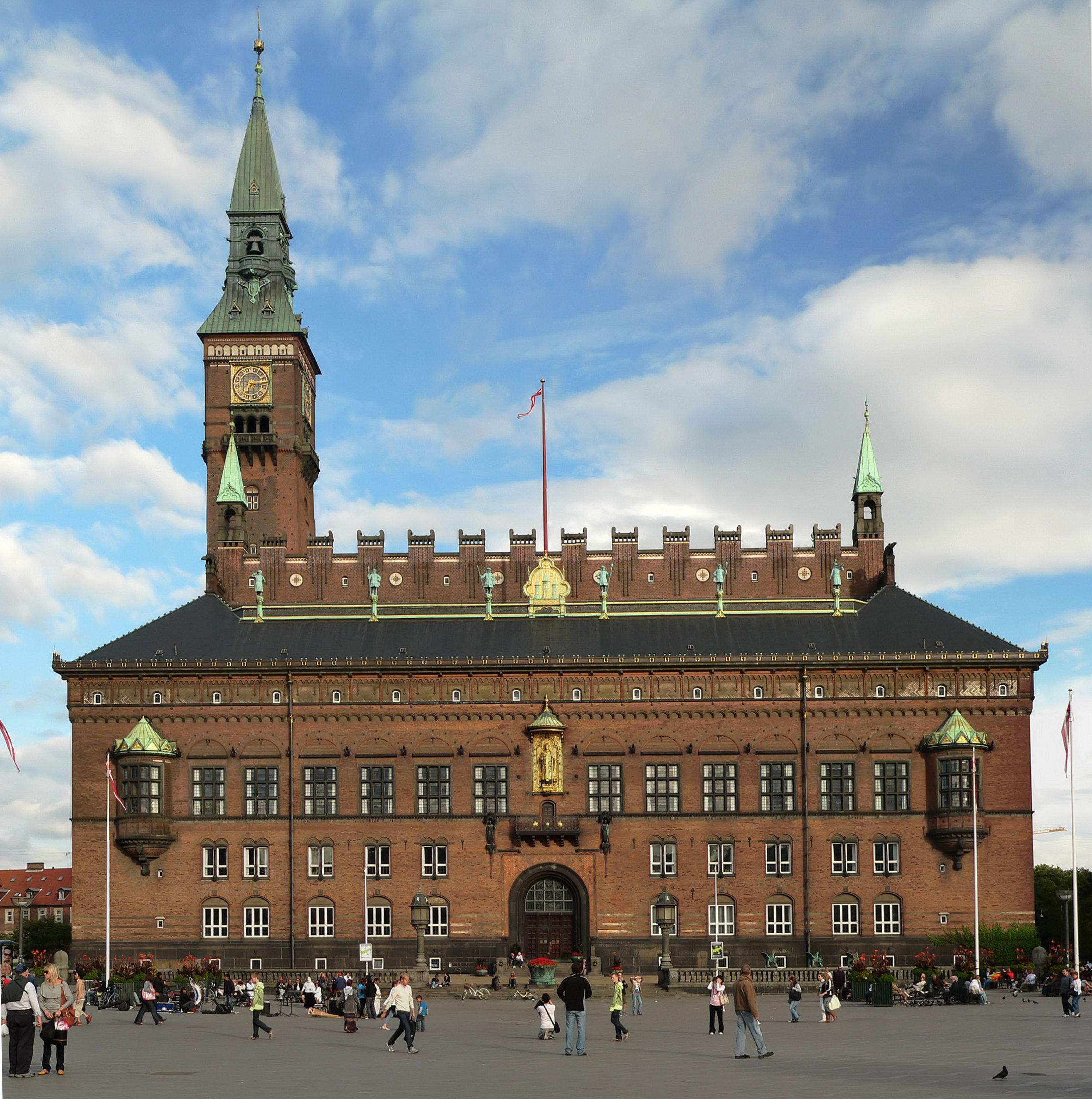
Stadhuis
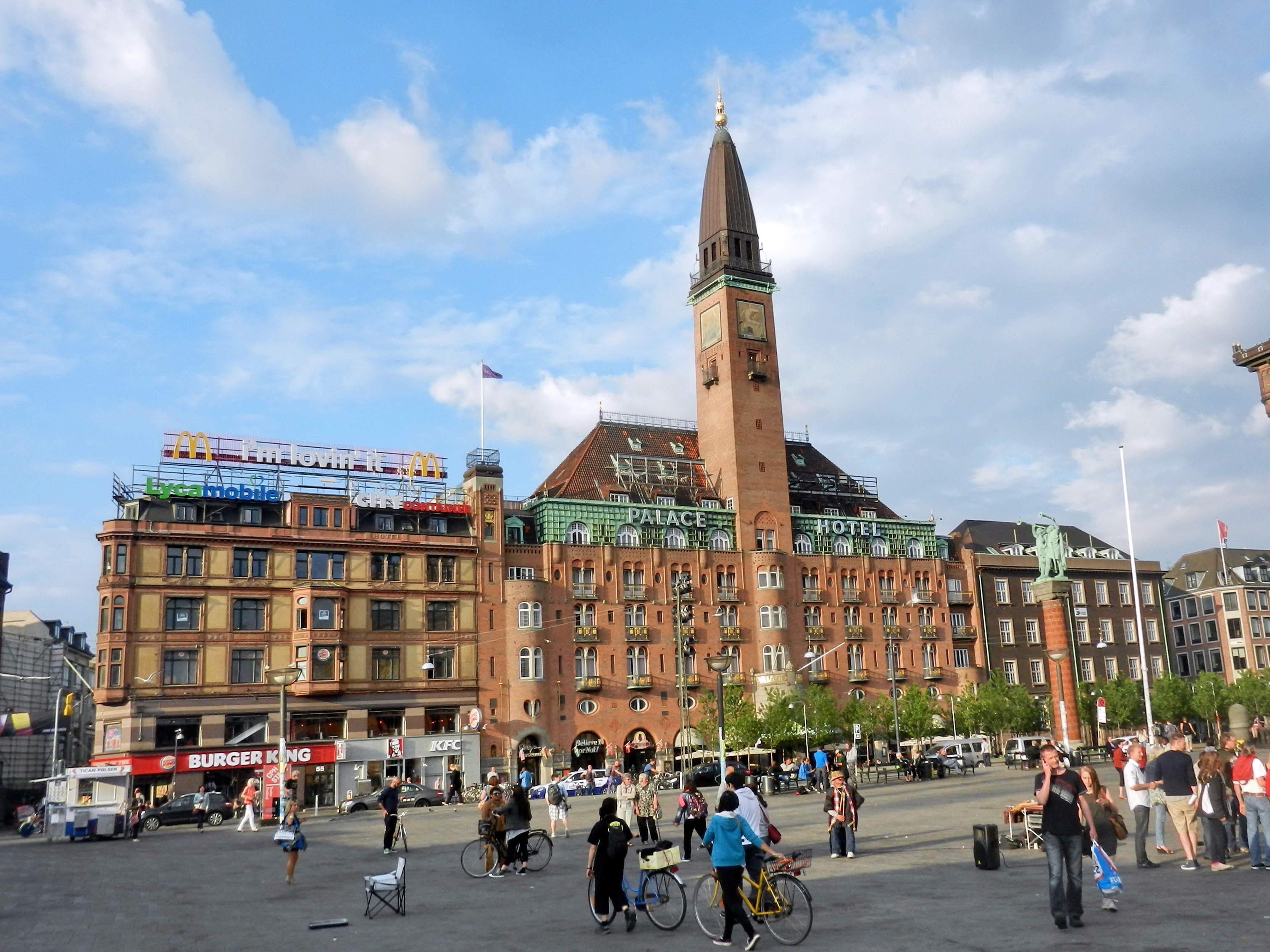
Palace Hotel
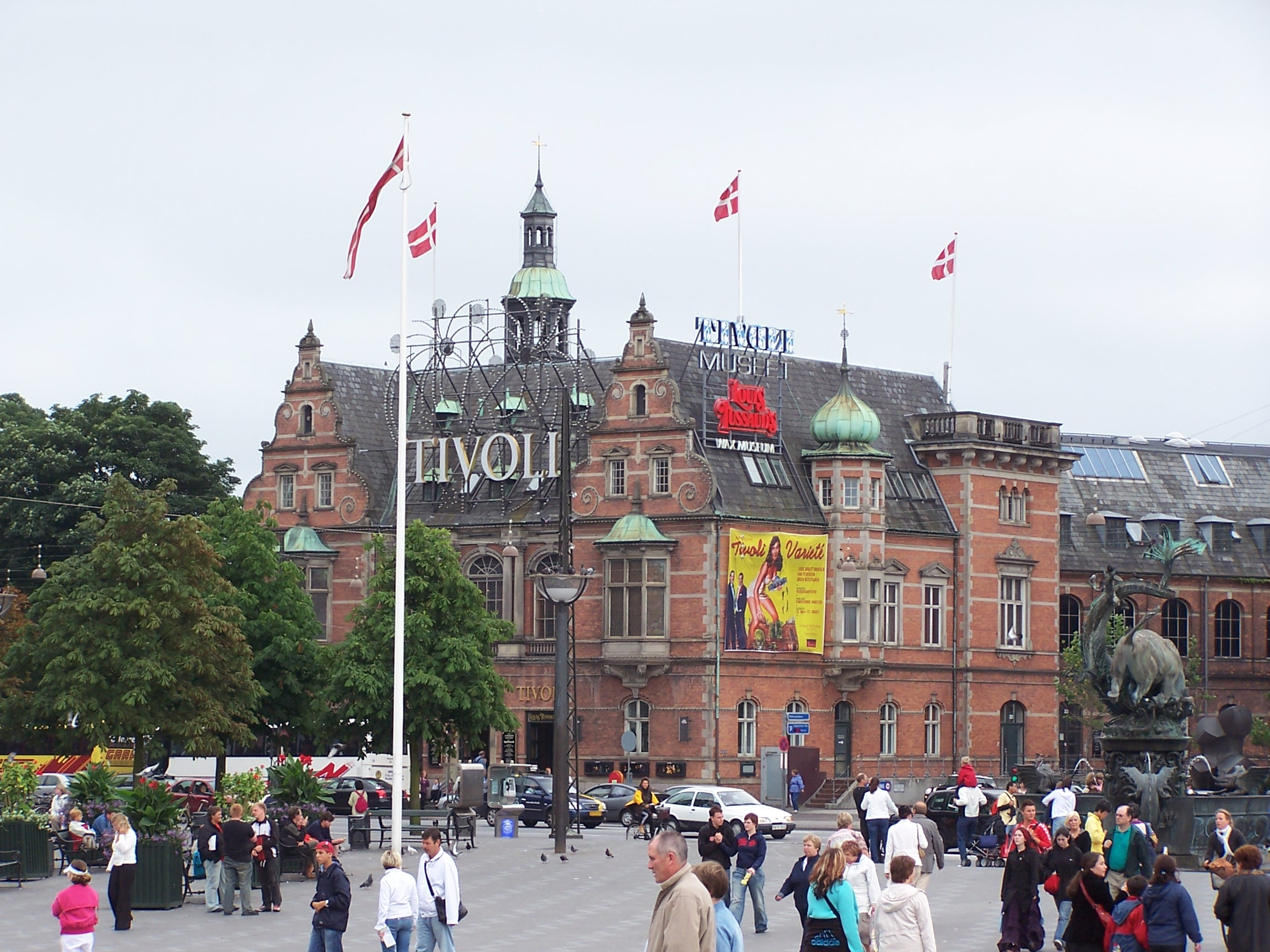
'Kasteel van H.C. Andersen'. Rechts de Drakenfontein
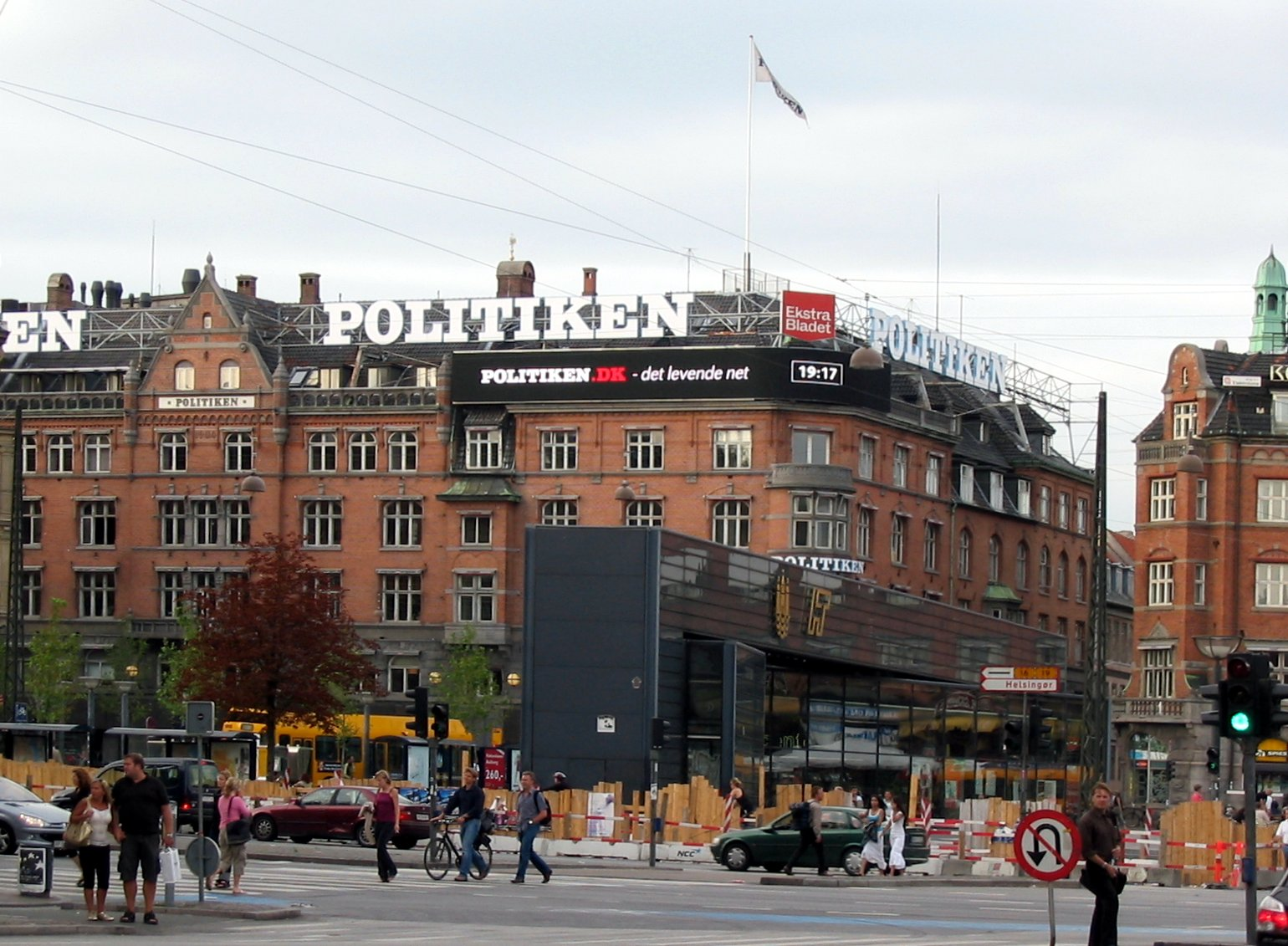
Politikens hus
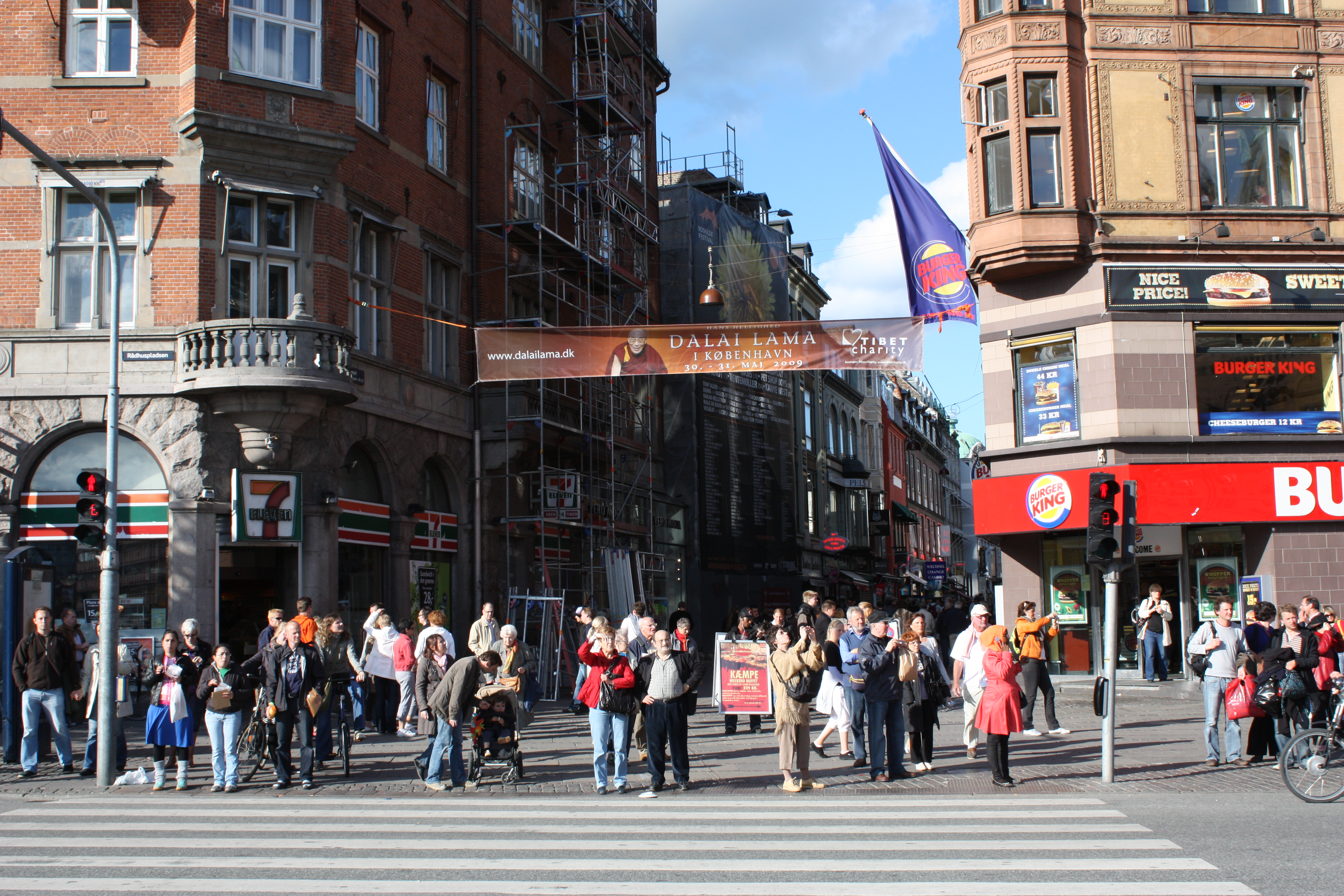
Begin van Strøget
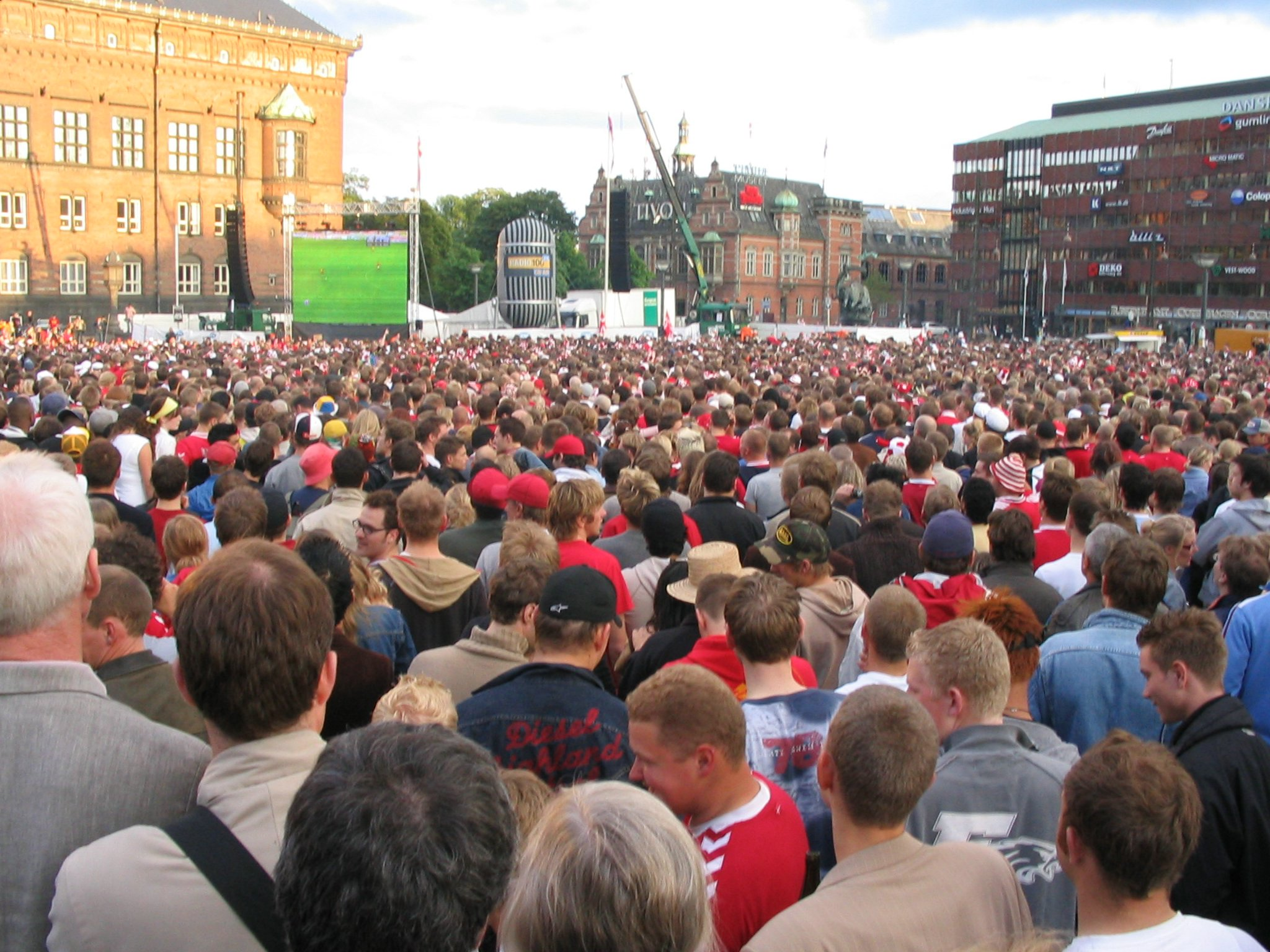
Een mensenmassa kijkt naar de voetbalwedstrijd Denemarken-Zweden op een groot scherm